# Berta di Rouergue
Berta (... – 1065 circa) è stata una sovrana francese, contessa di Rouergue e di Gévaudan, dal 1054 alla sua morte.

## Origine
Figlio primogenita del conte di Rouergue e di Gévaudan, Ugo I e della moglie, Fides, figlia del conte di Cerdagna, Goffredo II, che compare in due donazioni del marito, una del 1032 ed una seconda del 23 gennaio 1051. Ugo I di Rouergue era il figlio primogenito del conte di Rouergue, Raimondo III e della moglie, Riccarda, di cui non si conoscono gli ascendenti, che, nello stesso documento in cui si descrive la morte del marito la si cita come vedova.

## Biografia
Berta era stata data in moglie a Roberto (?-1096), figlio del conte d'Alvernia, Guglielmo V e di Filippa del Gévaudan, prima del 23 gennaio 1051, data in cui, in una donazione fatta da suo padre Ugo, Berta viene citata assieme al marito Roberto.
Dopo la morte del padre, Ugo I, nel 1054, Berta gli successe nel titolo di contessa di Rouergue e di Gévaudan.
Berta viene citata per un'altra donazione, fatta, assieme al marito, all'abbazia di San Vittore di Marsiglia.
Berta morì, nel 1065 circa, senza eredi, per cui il conte di Tolosa, Guglielmo IV, si riappropriò dei titoli di conte di Rouergue e conte di Gévaudan, riunificando le due contee alla contea di Tolosa.

## Figli
Berta al marito, Roberto non diede alcun figlio.

### Fonti primarie
- (LA)  Preuves de l'Histoire Générale de Languedoc, tome II.
- (LA)  Preuves de l'Histoire Générale de Languedoc, tome V.
- (LA)  Cartulaire de l´abbaye de Conques en Rouergue.

### Letteratura storiografica
- Louis Halphen, La Francia nell'XI secolo, in «Storia del mondo medievale», vol. II, 1999, pp. 770–806